# Frank Murkowski

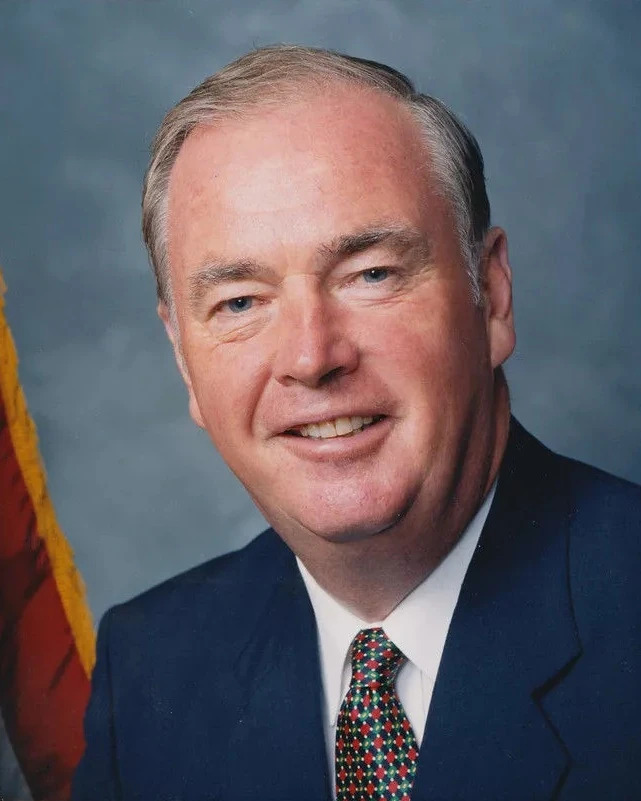
Frank Murkowski

Frank Hughes Murkowski (Ketchikan, 28 maart 1933) is een Amerikaans politicus van Poolse afkomst. Hij is lid van de Republikeinse Partij.
Murkowski studeerde aan de katholieke Santa Clara University en de katholieke Seattle University. Hij werkte na zijn afstuderen voor het bankwezen in Alaska. Van 1981 tot 2002 was hij senator voor Alaska, Van 1995 tot 2002 was hij voorzitter van de senaatscommissie Energie- en Natuurlijke Hulpbronnen. Hij was een voorstander van olieboringen in de grond van Alaska, dit tot ongenoegen van de natuurbeschermers.
Op 5 november 2002 werd Murkowski tijdens de gouverneursverkiezingen van Alaska tot gouverneur gekozen. Op 2 december werd hij beëdigd.
In 2002 legde hij het ambt van senator neer. Omdat zijn dochter, Lisa Murkowski, hem in die functie opvolgde, beschuldigde de oppositie hem van vriendjespolitiek en nepotisme.
- Gemeinsame Normdatei: 170096092
- International Standard Name Identifier: 0000 0000 2610 1804
- Library of Congress Control Number: n84184296
- Biographical Directory of the United States Congress: M001085
- Virtual International Authority File: 8796379
- WorldCat: E39PBJcwC9tR8pXBmWFjt8Rh73